# Students for Life of America
Students for Life of America (hrv. Studenti Amerike za život, skr. SFLA), američka neprofitna pro-life udruga koja se zalaže za prestanak pobačaja, eutaniazije i čedomorstva te promiče kulturu života i pruža materijalnu pomoć i potporu trudnicama koje su izvršile pobačaj ili se nalaze u ekonomskoj neimaštini.
Osnovala ju je 1988. skupina studenata na Sveučilištu Georgetown u Washingtonu. Preustrojem 2006. godine dolazi do aktivnijeg sudjelovanja u američkom studentskom životu kroz molitvene inicijative, prosvjede i aktivizam.
Surađuju s molitvenom inicijativom 40 dana za život te sudjeluju u godišnjem Hodu za život.

## Vanjske poveznice
- Službene stranice (engl.)
- SFLA na Facebooku (engl.)
- SFLA na Twitteru (engl.)